# Perizoma turbaria
Perizoma turbaria là một loài bướm đêm trong họ Geometridae.